# Miep Oranje

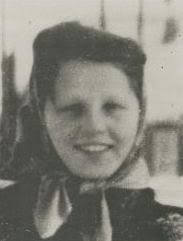
Miep Oranje, 1942

Maria „Miep“ Oranje (* 6. Mai 1923 in Bloemendaal; 1962 rückwirkend zum 9. August 1944 für tot erklärt) war eine niederländische Widerstandskämpferin, die im Zweiten Weltkrieg als V-Person mit den deutschen Besatzern kollaborierte.

## Kindheit und Jugend
Miep Oranje wurde als Tochter des aus Goes stammenden Kapitäns der Handelsmarine Cornelis Leendert Oranje (1889–1976) und von Marie van der Vries (1893–1930) aus Vlissingen geboren. Sie wuchs mit ihrer älteren Schwester Henrina (1917–1995) in einer reformierten Familie in Bloemendaal auf. Ihr Vater war ein gut ausgebildeter Seemann, der ab 1920 an Land blieb und als Eisenbahner arbeitete. Er war auch Diakon in Bloemendaal. 1930 starb ihre Mutter bei der Geburt des dritten Kindes, was bei ihrem Vater eine tiefe Depression auslöste. Die Familie zog nach Soest, wo ihr Vater sich 1935 erneut verheiratete. Zwischen Miep und ihrer Stiefmutter kam es zu ständigen Differenzen, und ihre ältere Schwester zog aus. Als ihr Vater vorübergehend nach London versetzt wurde, lebte Miep Oranje von 1936 bis 1938 bei ihm in Dover.
Nach der Rückkehr in die Niederlande besuchte Miep Oranje das Baarnsch Lyceum, wo sie 1942 ihr HBS-A-Diplom mit Bestnoten erhielt. Sie galt als distanziert und verschlossen, vertrat aber klar ihre eigene Meinung und ließ immer erkennen, dass sie antideutsch eingestellt war. An der Universität Utrecht begann sie Sozialgeographie zu studieren und war Mitglied der Vereniging van Utrechtse Geografie Studenten (V.U.G.S.). Im Frühjahr 1943 wurde die Universität durch die deutsche Besatzungsmacht geschlossen, nachdem über 83 Prozent der Studierenden, darunter auch die Erstsemesterstudentin Miep Oranje, sich geweigert hatten, die sogenannte Loyalitätserklärung zu unterschreiben. In dieser Erklärung mussten sie sich unter anderem verpflichten, „von allen gegen das Deutsche Reich gerichteten Maßnahmen Abstand zu nehmen“. Wer nicht unterschrieb, wurde vom Studium ausgeschlossen.

## Widerstand und Kollaboration
Im Jahr 1943 kam Miep Oranje über ihre Jugendfreundin Miep Quelle in Kontakt mit der niederländischen Widerstandsorganisation Raad van Verzet (RVV), die sich nach Kriegsausbruch und der folgenden deutschen Besetzung der Niederlande gebildet hatte. Unter dem Pseudonym Edith de Graaf arbeitete sie als Kurierin in der Gegend um Soest, verteilte gestohlene Lebensmittelkarten, illegale Zeitungen des Widerstands und Munition und brachte Untergetauchte zu ihren Verstecken, darunter auch britische Piloten, die über niederländischem Gebiet abgestürzt waren.
Ende Dezember 1943 fiel Miep Oranje in den Wäldern um das Dorf Lage Vuursche in der Gemeinde Baarn mit einer Fahrradtasche voller illegaler Flugblätter dem Sicherheitsdienst des Reichsführers SS (SD) in die Hände. Sie wurde erst in Utrecht eingesperrt und dann nach Amsterdam gebracht, wo sie im Untersuchungsgefängnis in der Havenstraat festgehalten und verhört wurde. Sie war in der Zelle D2 13 mit der Widerstandskämpferin Tineke Wibaut-Guilonard eingesperrt, die sie später als sehr labil, hypernervös und ängstlich beschrieb. Unter den Verhören des Sicherheitsbeamten Herbert Oelschlägel, der Drohung, ihre zwischenzeitlich ebenfalls verhaftete Familie in ein Konzentrationslager zu schicken und aus Sorge um ihren psychisch instabilen Vater, der eine solche Haft wahrscheinlich nicht überleben würde, brach sie zusammen und willigte ein, als seine Informantin gegen den niederländischen Widerstand zu arbeiten. Die Vermutung, dass sie seine Geliebte wurde, beruht wahrscheinlich auf einer Identitätsverwechslung mit der jüdischen Widerstandskämpferin Irma Seelig, die ebenfalls zur V-Person Oelschlägels wurde und tatsächlich eine Beziehung mit ihm hatte.
Nach Miep Oranjes Freilassung verhaftete der SD viele Widerstandsgruppen im Raum Soest, so etwa Ende Januar 1944 auch die von Cornelis Burger. Miep Oranje bestätigte belastende Tatsachen gegen die Festgenommenen und fügte sogar noch weitere hinzu. In Folge wurde Burger und zwei seiner Kollegen erschossen. Miep Oranje verriet nicht nur flüchtige Mitglieder der Gruppe, sondern infiltrierte ab Juli 1944 auch aktiv andere Widerstandsgruppen. Im Juli 1944 gelangte sie auf Geheiß des Widerstandskämpfers Kees Brouwer in die Zentrale der Landelijke Organisatie voor Hulp aan Onderduikers (Nationale Hilfsorganisation für Untergetauchte (LO)) in Hilversum. Als Kurierin und Privatsekretärin des LO-Führers Teunis „Teus“ van Vliet hatte sie Zugriff auf alle illegalen Kontaktadressen, die sie teilweise an den SD verriet. Anfang August 1944 wurden nacheinander viele der in der LO aktiven Studierenden gefangen genommen, von denen eine große Anzahl erschossen oder in deutsche Konzentrationslager deportiert wurden. Insgesamt verriet Miep Oranje 39 Personen, die im Widerstand aktiv waren, darunter auch Cornelia Johanna van den Berg-van der Vlis, Helena Kuipers-Rietberg und den reformierten Pfarrer in Goudswaard E. J. Fokkema. Die Festnahmen führen teilweise zu weiteren Verhaftungen, wenn Namenslisten oder Treffpunkte gefunden wurden. Von den 39 verratenen Personen wurden 25 entweder durch Hinrichtung oder durch die Deportation in KZs getötet.

## Verbleib
Am 8. August 1944 besuchte Miep Oranje ihren Vater und verschwand anschließend auf Anraten Oelschlägels und mit Erlaubnis des SD-Chefs Willy Lages. Durch den SD mit deutschen Papieren ausgestattet, trat sie möglicherweise Anfang September 1944 in Deutschland dem Roten Kreuz bei. Danach ist nichts mehr über ihren Verbleib bekannt.
Nach dem Krieg kursierten verschiedene und später widerlegte Gerüchte über Miep Oranjes Verschwinden. Unter anderem sollte sie sich in Tansania bei einem britischen Geheimdienstoffizier aufhalten, oder in den USA bei einem hochrangigen amerikanischen Offizier oder in Kanada als Ehefrau eines Kanadiers. Ebenso wurde gemutmaßt, sie sei im Februar 1945 von der Widerstandsbewegung in der Nähe eines Bauernhofs in Scherpenzeel liquidiert worden oder sei in Deutschland bei einem Bombenangriff umgekommen oder habe einen SS-Offizier geheiratet und nach seinem Tod als Putzfrau in einer Fabrik im Ruhrgebiet gearbeitet.
Nach dem Krieg vernahm die von der niederländischen Regierung nach dem Zweiten Weltkrieg gegründete Politieke Recherche Afdeling (Abteilung für politische Ermittlungen) (PRA), die Kollaborationen von Niederländern während der deutschen Besatzung untersuchte, zahlreiche Zeugen gegen Miep Oranje, doch zu einem Prozess kam es nie, da sie nicht in Abwesenheit verurteilt wurde. Weder professionelle noch private Forscher konnten ihren Verbleib aufklären. Am 3. Oktober 1962 wurde Miep Oranje vom Bezirksgericht Utrecht mit Wirkung zum 9. August 1944 für tot erklärt.